# ケヴィン・マルキュイ
ケヴィン・マルキュイ（Kévin Malcuit、1991年7月31日 - ）はフランスのサッカー選手。ポジションはDF。

## 経歴
2014年1月9日、リーグ・ドゥのシャモア・ニオールFCに移籍した。
2015年8月28日、ASサンテティエンヌと4年契約を結んだ。
2017年7月8日、リールと5年契約を結んだ。
2018年8月8日、SSCナポリに移籍。10月27日の対S.P.A.L.戦にて右膝前十字靭帯断裂の重傷を負い、同月29日に手術を受けた。
2021年1月28日、ACFフィオレンティーナにレンタル移籍。
2022年9月8日、トルコのMKEアンカラギュジュに1年契約で加入した。